# Abdurrahman
Abdurrahman ist ein männlicher Vorname.

## Herkunft und Bedeutung
Abdurrahman ist ein männlicher Name arabischer Herkunft mit der Bedeutung „Der Diener des Allerbarmers, des Barmherzigen“. Er bezieht sich auf ar-Rahmān („der Erbarmer“), einen der 99 Namen Gottes im Islam sowie Titel der 55. Sure des Korans.
Der Name tritt im islamischen Kontext auch außerhalb des türkischen Sprachraums auf. Eine türkische Variante des Namens ist Abdürrahman. Eine arabische Form des Namens ist Abdur Rahman (arabisch عبد الرحمٰن, DMG ʿAbd ar-Raḥmān, auch Abdur-Rahman, Abdurrahman, Abderrahman). Als Familienname kommt Abdurrahman selten vor.

## Namensträger

### Osmanische Zeit
- Abdurrahman Hibri (1604–1658/59), osmanischer Dichter und Historiograph
- Abdurrahman Abdi Pascha (gest. 1686), hoher osmanischer Militärbefehlshaber und Würdenträger albanischer Herkunft

### Vorname
- Abdurrahman al-Barrak (* 1933), saudi-arabischer islamischer Religionsgelehrter
- Abdurrahman Dereli (* 1981), türkischer Fußballspieler
- Abdurrahman Gedikoğlu (* 1998), türkischer Mittel- und Langstreckenläufer
- Abdurrahman Kuyucu (* 1991), deutsch-türkischer Fußballspieler
- Abdurrahman Melek (1896–1978), türkischer Politiker und Premierminister der Republik Hatay
- Abdurrahman asch-Schuʿaibi (* 1980), saudi-arabischer Fußballspieler
- Abdurrahman ibn Abdulaziz as-Sudais (* 1961), saudi-arabischer Imam und Koranrezitator in Mekka
- Abdurrahman Temel (1950–1970er Jahre), türkischer Fußballspieler
- Abdurrahman Wahid (1940–2009), indonesischer Politiker und Staatspräsident (1999–2001)
- Abdurrahman Yalçınkaya (* 1950), türkischer Jurist

#### Form Abdur Rahman
- Abdur Rahman Biswas (1926–2017), Präsident der Republik Bangladesch (1991–1996)
- Abdur Rahman Dschami (1414–1492), persischer Mystiker und Dichter
- Abdur Rahman Khan (1844–1901), Emir von Afghanistan (1880–1901)
- Abdur Rahman Khan (Diplomat) (1908–1970), pakistanischer Diplomat

## Familienname
- Moeslim Abdurrahman (gest. 2012), indonesischer Islamwissenschaftler

## Weiteres
- Das Epos von Abdurrahman, ein auf Suaheli geschriebenes Epos